# Diga di Spitallamm
La diga di Spitallamm è una diga ad arco situata in Svizzera, nel Canton Berna, accanto all'ospizio del Grimsel, sullo stesso lago della diga di Seeuferegg.

## Descrizione
Inaugurata nel 1932, ha un'altezza di 114 metri e il coronamento è lungo 258 metri. Il volume della diga è di 340.000 metri cubi.
Il lago creato dallo sbarramento, il Grimselsee, ha un volume massimo di 101 milioni di metri cubi, una lunghezza di 5,3 km e un'altitudine massima di 1909 m s.l.m. Lo sfioratore ha una capacità di 97 metri cubi al secondo.
Le acque del lago vengono sfruttate dall'azienda Kraftwerke Oberhasli AG.

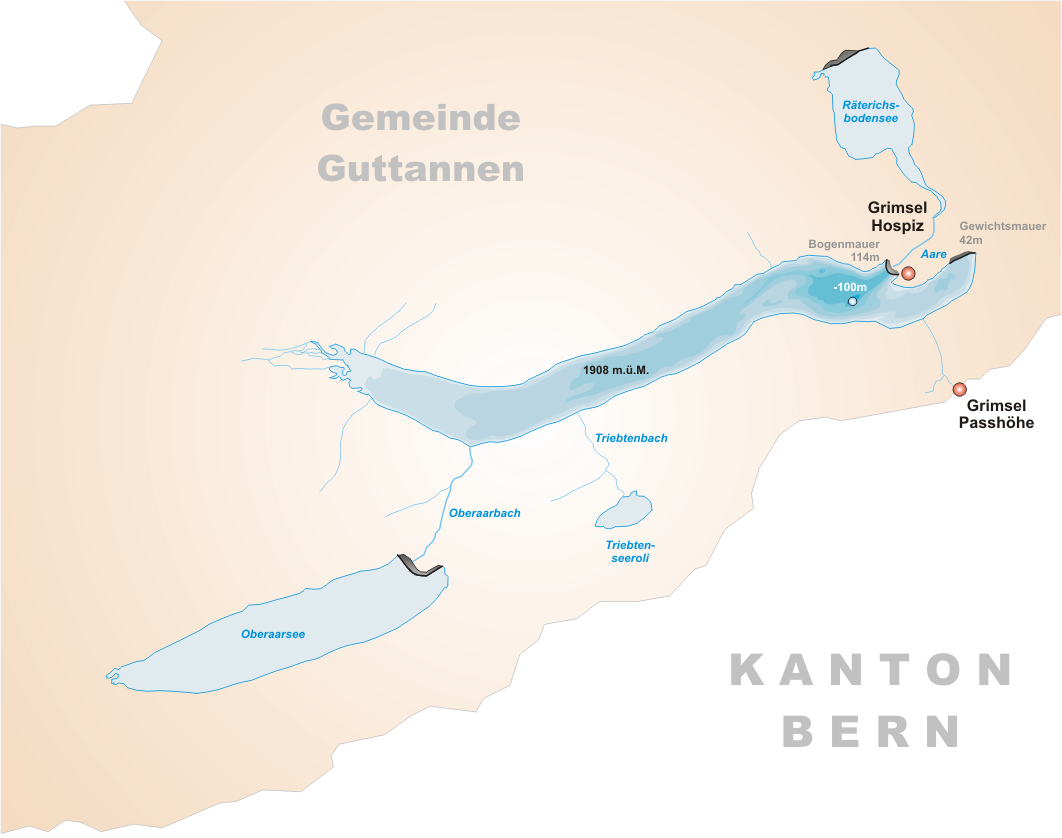
Mappa del lago